# Airbus Zephyr
Airbus Zephyr, ursprünglich QinetiQ Zephyr, ist eine Reihe sehr leichter, unbemannter und mit Strom aus Solarzellen angetriebener Fluggeräte (Drohne), die von der britischen Firma QinetiQ entwickelt und im März 2013 von Airbus Defence and Space übernommen wurde.
Der Einsatz dieser Fluggeräte ist für die dünne Luft in Flughöhen höher als 15 km optimiert (Höhenplattform).
Die Zephyr hält den Rekord für den längsten Flug von unbemannten Flugzeugen.

## Leistungen
Bei einer ersten Testserie im Dezember 2005 wurde eine Flugzeit von 6 Stunden erreicht. Inoffiziell wurde Ende 2008 vom US Army Versuchsgelände in Yuma eine Flugzeit von 82 Stunden und 37 Minuten erreicht. Ein offizieller Rekordflug mit 336 Stunden und 21 Minuten im Juli 2010 fand ebenfalls in Yuma statt. Am 6. August 2018 wurde in Arizona ein Rekordflug von 26 Tagen aufgestellt, was bisher der längste Flug eines unbemannten Flugzeuges ist. Am 19. August 2022 stürzte eine Zephyr-8 nach einem 64-tägigen Rekordflug in Arizona ab.

## Konstruktion
Die per Hand gestartete und aus kohlenstofffaserverstärktem Kunststoff gebaute Zephyr wird von Elektromotoren angetrieben, die ihren Strom von Dünnschicht-Solarzellen erhalten. Nachts übernehmen Lithium-Schwefel-Akkumulatoren die Energieversorgung. Die Steuerung erfolgt durch einen Autopilot mit GPS.
Die Modelle nach Zephyr 6 waren größer und konnten somit mehr Akkus mitführen. Außerdem wurde die Form aerodynamisch überarbeitet. Auffälligste Änderungen waren das T-Leitwerk und die nach unten gerichteten Flügelspitzen. Doch auch im Bereich des Energiemanagements wurden Verbesserungen vorgenommen.

## Technische Daten
| Kenngröße        | Zephyr 5 (-1/-2)        | Zephyr 6               | Zephyr 7               | Zephyr 8         | Zephyr S             | Zephyr T             |
| ---------------- | ----------------------- | ---------------------- | ---------------------- | ---------------- | -------------------- | -------------------- |
| Spannweite       |                         | 18 m                   | 22,5 m                 | 23 m             | 25 m                 | 33 m                 |
| Nutzlast         | –                       | 2 kg                   | 5–10 kg                |                  | 5 kg                 | 20 kg                |
| max. Startmasse  | 31 kg (5–1) 25 kg (5–2) | 30 kg                  | 45 kg                  | 100 kg           | 80 kg                | 160 kg               |
| Dienstgipfelhöhe |                         | > 60.000 ft (18.000 m) | > 60.000 ft (18.000 m) |                  | 65.000 ft (19.800 m) | 65.000 ft (19.800 m) |
| Triebwerke       | 2 Elektromotoren        | 2 Elektromotoren       | 2 Elektromotoren       | 2 Elektromotoren | 2 Elektromotoren     | 2 Elektromotoren     |

## Einsatzländer
Am 15. Mai 2009 berichtete die Flieger Revue, dass für Pentagon und US Navy sieben Stück beschafft und bis Mai 2014 zu einem Preis von 45 Mio. Dollar inklusive einer Bodenstation geliefert werden sollten.